# Uleanivka, Pereiaslav-Hmelnițki
Uleanivka (în ucraineană Улянівка) este localitatea de reședință a comunei Uleanivka din raionul Pereiaslav-Hmelnițki, regiunea Kiev, Ucraina.

## Demografie
Componența lingvistică a localității Uleanivka
     Ucraineană (98,15%)
     Rusă (1,18%)
Conform recensământului din 2001, majoritatea populației localității Uleanivka era vorbitoare de ucraineană (98,15%), existând în minoritate și vorbitori de rusă (1,18%).